# Phalaeops somalicus
Phalaeops somalicus är en spindelart som beskrevs av Roewer 1955. Phalaeops somalicus ingår i släktet Phalaeops och familjen vårdnätsspindlar.
Artens utbredningsområde är Somalia. Inga underarter finns listade i Catalogue of Life.